# Feodora Leiningenská
Feodora Leiningenská (7. prosince 1807 – 23. září 1872) byla jediná dcera Emicha Karla Leiningenského a Viktorie Sasko-Kobursko-Saalfeldské. Feodora a její starší bratr Karel byli polorodými sourozenci královny Viktorie. Feodora byla předkyní Karla XVI. Švédského a Filipa VI. Španělského.

## Život
Feodora se narodila 7. prosince 1807 jako dcera Emicha Karla Leiningenského a Viktorie Sasko-Kobursko-Saalfeldské. Její otec zemřel v roce 1814.
Dne 29. května 1818 se její matka znovu provdala, a to za Eduarda Augusta Hannoverského, čtvrtého syna Jiřího III. Následující rok byla domácnost převezena do Spojeného království Velké Británie a Irska, protože těhotenství vévodkyně Viktorie se blížilo ke konci a nový potenciální dědic trůnu se měl narodit na britské půdě.
Podle všeho měla Feodora blízký vztah se svou sestrou Viktorií, která byla starší sestře oddána. Navzdory tomu si Feodora horlivě přála natrvalo opustit jejich residenci v Kensingtonském paláci.

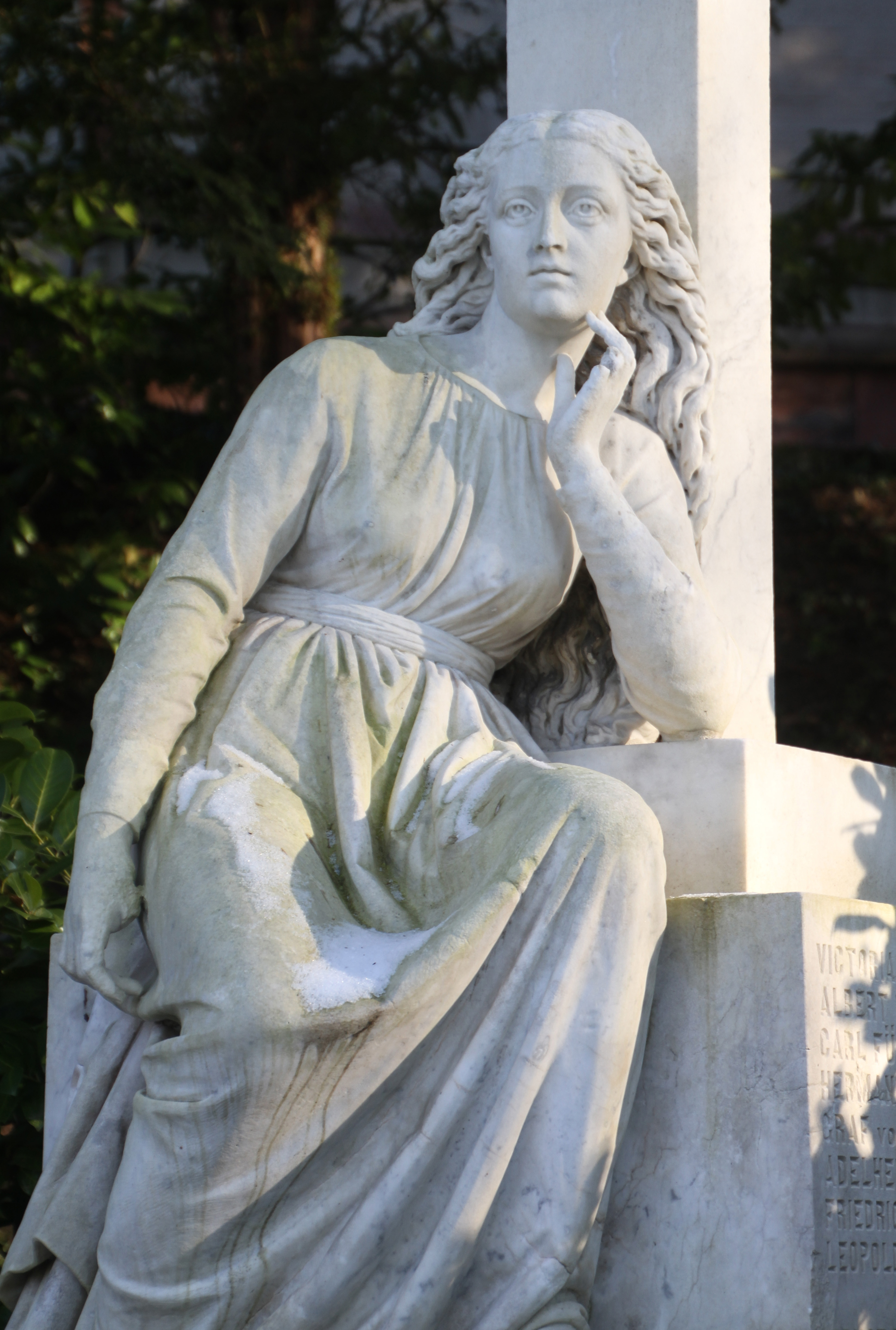
Hrobový pomník na hlavním hřbitově v Baden-Badenu

### Manželství
V roce 1828 se Feodora v Kensingtonském paláci provdala za Ernesta I. z Hohenlohe-Langenburg, muže, se kterým se předtím setkala jen dvakrát. Po líbánkách se vrátila do Německého spolku, kde žila až do své smrti v roce 1872. Pár žil ve velkém a nepohodlném Schloss Langenburgu. Feodora udržovala celoživotní korespondenci se svou sestrou, a byla jí přiznána renta ve výši £300, aby mohla kdykoli navštívit Anglii.
Feodořina nejmladší dcera, sasko-meiningenská vévodkyně, zemřela na počátku roku 1872 na spálu. Feodora zemřela ještě toho roku.

## Potomci
Feodora měla s Ernestem tři syny a tři dcery:
| Jméno                                    | Narození          | Úmrtí             | Věk    | Poznámky |
| ---------------------------------------- | ----------------- | ----------------- | ------ | --- |
| Karel Ludvík II. z Hohenlohe-Langenburgu | 25. října 1829    | 16. května 1907   | 77 let | 12. dubna 1860 se stal nástupcem svého otce, ale o devět dní později abdikoval (21. dubna), aby se mohl morganaticky oženit. |
| Elise z Hohenlohe-Langenburgu            | 8. listopadu 1830 | 27. února 1850    | 19 let | |
| Heřman Hohenlohe-Langenburský            | 31. srpna 1832    | 8. března 1913    | 80 let | Oženil se s Leopoldinou Bádenskou.                                                                                           |
| Viktor z Hohenlohe-Langenburgu           | 11. prosince 1833 | 31. prosince 1891 | 58 let | Usadil se ve Velké Británii a morganaticky se oženil.                                                                        |
| Adléta z Hohenlohe-Langenburgu           | 20. července 1835 | 25. ledna 1900    | 64 let | Provdala se za Fridricha VIII. Šlesvicko-Holštýnského.                                                                       |
| Feodora z Hohenlohe-Langenburgu          | 7. července 1839  | 10. února 1872    | 32 let | Provdala se za Jiřího II. Sasko-Meiningenského.                                                                              |